# Calomyscus hotsoni
Calomyscus hotsoni є видом гризунів родини Calomyscidae. Це ендемік південно-західного Пакистану та південно-східного Ірану. Цей вид зустрічається в посушливих скелястих місцях проживання разом з карликовими пальмами (Nannorrhops ritchieana) і сухих скелястих вершинах гір з рідкісною чагарниковою рослинністю на висоті до 1890 м над рівнем моря.